# 1944 : Campagne des Ardennes
1944 : Campagne des Ardennes (1944: Battle of the Bulge en version originale) est un jeu vidéo de tactique en temps réel tactique développé par INtex Publishing et publié par Monte Cristo Multimédia en 2005 sur PC. Il fait suite à Afrika Korps vs. Desert Rats et D-Day dont il reprend le système de jeu et permet de revivre les moments déterminants de la Seconde Guerre mondiale. Les missions du jeu ne se limitent pas à la Bataille des Ardennes, mais permet également d'évoluer durant les opérations Market Garden et Nordwind.
Par souci de vérité historique, les développeurs se sont très largement documentés sur ce conflit majeur de l'Histoire (cartes stratégiques, photos, documentaires…) afin de coller au plus près de la réalité. Ils proposent une atmosphère hivernale fidèlement retranscrite (sapins enneigés, feuillus dépouillés, sols et toits recouverts de neige, congères, routes verglacées, véhicules et soldats en camouflage hiver…) ; des aspects tactiques divers : défense/attaque en ville et en campagne, tactiques d'assaut variées, réalisme des combats ; une richesse stratégique qui récompense la réflexion (complémentarité des unités entre artillerie, tank et infanterie).
Le moteur de jeu intègre les dernières technologies graphiques et physiques, avec :
- ombres de chaque soldat en temps réel
- effets d'explosions photo-réalistes…

L'IA n'est pas en reste, grâce à une interface optimisée, il est possible de gérer le degré d'initiatives personnelles des unités.

## Synopsis
Après le débarquement des Alliés en Normandie en juin 1944, le destin de la Wehrmacht et du Troisième Reich semblait scellé. À part Hitler, personne ne croyait plus sérieusement en une victoire de l'Allemagne. Du côté des Alliés, une victoire sur l'Allemagne nazie semblait possible en 1944.
La surprise des Alliés fut donc totale à l'automne 1944, quand contrairement à toute attente, la résistance allemande se renforça. L'irruption des Américains dans la zone de débarquement près d'Avranches fut presque coupée par la contre-offensive Mortain des Allemands. Les Anglais avait prévu de traverser rapidement le Rhin grâce à l'opération aéroportée Market Garden, mais cette dernière échoua. Les parachutistes britanniques sautèrent en plein milieu d'une division de chars SS près d'Arnheim. De nouvelles armes tel que le char de combat Jagdpanther ou le premier avion à réaction Messerschmitt Me 262 renforcèrent la puissance de la Wehrmacht et de la Luftwaffe. Les Allemands trouvèrent dans la région de Hürtgenwald un terrain idéal pour la défense, pendant que le ministre de l'Armement Speer, malgré les attaques aériennes répétées des Alliés, réussissait un véritable tour de force de productivité : jamais le nombre d'armes sortants des usines allemandes n'avait été aussi élevé que pendant la deuxième moitié de 1944.
Ces contretemps, ainsi que la résistance allemande renforcée le long de la frontière du Reich, sans oublier les itinéraires de ravitaillement très étendus des Alliés, persuadèrent les Britanniques et les Américains que la guerre ne pourrait pas se terminer cette année. De plus, les Russes avaient également besoin d'une pause pour rafraîchir leurs troupes, surtout après avoir anéanti le Groupe d'Armées Centre au cours de l'été 44. Personne ne comptait sur une contre-offensive allemande de grande envergure puisque tout le monde pensait que l'ennemi était trop faible. C'est exactement ce qu'avait prévu Hitler pour son opération Wacht am Rhein, dès septembre 1944. Le Führer voulait frapper un grand coup et modifier le cours des évènements.
Trois armées allemandes, la 5e de blindés, la 6e armée de blindées SS et la 7e armée étaient censées sortir du sud d'Eifel et de la région du Luxembourg et de faire une percée vers le nord afin de couper les troupes américaines et britanniques de leurs liaisons arrières, dans le sud de la Hollande et le nord-ouest de la Belgique, sur la ligne Namur-Anvers. Les Allemands massèrent leurs meilleurs troupes et armes derrière le front en vue de cette offensive. Le 16 septembre, par une journée glaciale d'hiver, un mois plus tard que prévu, ils attaquèrent en force.
L'avance allemande dura presque dix jours et il semblait presque que la Wehrmacht allait pouvoir recommencer le Blitzkrieg de 1940. Les Américains réussirent à grand peine à combler les lacunes de leur défense et à arrêter une invasion totale des blindés allemands. Mais le ciel s'éclaircit et les Alliés purent enfin faire intervenir leurs chasseurs bombardiers si redoutés. Les colonnes allemandes, progressant sur les routes étroites, tortueuses et enneigées des Ardennes furent visées sans pitié. L'offensive échoua peu après à cause du manque d'essence, et en janvier 1945, le front se trouvait à l'endroit exact où l'offensive allemande sur les Ardennes avait commencé.
Les Allemands tentèrent une dernière fois leur chance en Alsace, lors de l'opération Nordwind, mais celle-ci échoua aussi. Les Alliés avaient maintenant les coudées libres et purent enfoncer la porte menant au Reich.

## Système de jeu

### Modes
Plusieurs modes de jeu sont disponibles.
Modes Solo
- Le mode Campagne propose 20 missions réparties sur trois chapitres :
  - Prélude à la Bataille des Ardennes : la première campagne concerne l'itinéraire des Alliés depuis les plages de Normandie jusqu'à la frontière du Reich, à la fin de l'été et en automne 1944.
  - La Bataille des Ardennes : la principale campagne du jeu concerne essentiellement l'offensive allemande sur les Ardennes, les 11 premières missions de la campagne étant consacrées à l'attaque allemande proprement dite et les deux dernières à la défaite allemande.
  - Opération Nordwind et les dernières batailles : la dernière campagne concerne le combat final entre l'US Army et la Wehrmacht à l'ouest, en particulier l'opération Nordwind, la poche de Colmar et pour finir la traversée du Rhin près de Remagen par les américains qui sonna le glas du Troisième Reich.

- Le mode Scénario permet de rejouer toutes les missions qui ont été "débloquées", c'est-à-dire terminées.

Modes Multijoueur
- Le jeu comprend 3 modes multijoueur différents et peut accueillir jusqu'à 4 joueurs qui s'affrontent simultanément sur le même niveau.
  - Le mode Deathmatch
Il s'agit d'un mode Match à mort classique dans lequel le joueur qui parvient à éliminer tous ses adversaires est déclaré vainqueur.
  - Le mode Capture the Flag
Également appelé Capture du drapeau.
  - Le mode Conquête
Dans ce mode (proche d'un Capture the Flag classique), des drapeaux sont placés à des coordonnées stratégiques de la carte. Les deux camps partent d'un quartier général (Q.G.), bien défendu par des mines et des bunkers et le but de ces parties consiste généralement à capturer ces drapeaux sur le terrain. Pour s'emparer d'un drapeau, il suffit de s'en approcher en ayant pris soin d'éliminer toutes les unités ennemies dans le secteur. Les conditions de victoire dépendent des options choisies : s'emparer de tous les drapeaux de la carte, détenir le plus grand nombre de drapeaux au terme du compte à rebours, éliminer toutes les unités ennemies ou capturer un nombre prédéterminé de drapeaux sans limite de temps.

### Nouvelles unités
Le jeu propose 85 unités réelles dont les aspects historiques et techniques sont expliqués dans l'encyclopédie en ligne.
- 70 unités sont issues du jeu de base Afrika Korps vs. Desert Rats
- 15 unités nouvelles (10 pour l'Axe et 5 pour les Alliés)

## Accueil
| 1944 : Campagne des Ardennes |      |       |
| Média                        | Pays | Notes |
| Canard PC                    | FR   | 4/10  |
| Jeuxvideo.com                | FR   | 12/20 |
| Joystick                     | FR   | 4/10  |